# Justin Miller
Justin Matthew Miller (Owensboro, 6 settembre 1984) è un ex giocatore di football americano statunitense.

## Nella NFL
Stagione 2005
Preso come 57ª scelta dai New York Jets, ha giocato 16 partite di cui 8 da titolare facendo 42 tackle di cui 34 da solo, 2 deviazioni difensive, 60 ritorni su kickoff per 1577 yard con un touchdown e 2 fumble persi, 6 ritorni su punt per 9 yard con un faircatch e un fumble perso.
Stagione 2006
Ha giocato 16 partite di cui 4 da titolare facendo 52 tackle di cui 45 da solo, 6 deviazioni difensive, 46 ritorni su kick off per 1304 yard con 2 touchdown e un fumble poi recuperato ed infine un fumble forzato poi recuperato.
Stagione 2007
Ha giocato 2 partite nessuna da titolare facendo 2 tackle di cui uno da solo, 2 ritorni su kick off per 48 yard con un fumble.
Stagione 2008
Ha giocato una sola partita non da titolare con i Jets facendo un tackle assistito e un ritorno su kick off per 22 yard. Poi il 12 novembre chiude il contratto e firma successivamente con gli Oakland Raiders divenendo il 1º ritornatore su kick off della squadra e il 3º corner back di sinistra. Ha giocato 7 partite facendo un tackle da solo, 32 ritorni su kick off per 794 yard con 2 touchdown di 92 e 91 yard con un fumble.
Stagione 2009
Il 15 marzo dopo esser stato sul mercato dei free agent ha firmato un contratto di due anni con i Raiders. Il 5 settembre è stato rilasciato. A causa di mancanza di ritornatori i Raiders lo hanno richiamato il 30 settembre, per poi rilasciarlo il 7 ottobre. Il 27 ottobre ha firmato di nuovo con i Jets per poi essere "tagliato" il 28 novembre.
Stagione 2010
Il 3 maggio ha firmato con gli Arizona Cardinals.

## Palmarès
- (1) Pro Bowl (2006)
- (1) First-Team All-Pro (2006)
- (1) Giocatore degli special team del mese (dicembre 2008)